# Économie de la Guadeloupe
 (janvier 2020).
Si vous disposez d'ouvrages ou d'articles de référence ou si vous connaissez des sites web de qualité traitant du thème abordé ici, merci de compléter l'article en donnant les références utiles à sa vérifiabilité et en les liant à la section « Notes et références ».
L'économie de la Guadeloupe est principalement axée autour de l'agriculture, l'industrie agro-alimentaire et le tourisme.

## Secteur primaire
L'agriculture est le principal secteur de l'économie guadeloupéenne hérité de l'histoire de l'île au XVIIIe siècle et XIXe siècle avec le développement des habitations agricoles coloniales. La majeure partie de la surface agricole (environ 50 000 ha) est consacrée aux cultures dites d'exportation que sont la canne à sucre, les bananes, ainsi que maraîchères avec les melons (de type charentais jaune, labélisé IGP « melon de Guadeloupe » en 2012), les avocats, les ananas, les corossols, les ignames, les oranges, les citrons, les aubergines, les caramboles ou les pamplemousses : toute la richesse des jardins créoles se retrouve sur les étals en bord de route. Mais l'exubérance des marchés masque les faiblesses de l'agriculture guadeloupéenne. La canne à sucre et la banane, les deux principales productions de l'île, sont en crise.

### Filière de la canne à sucre

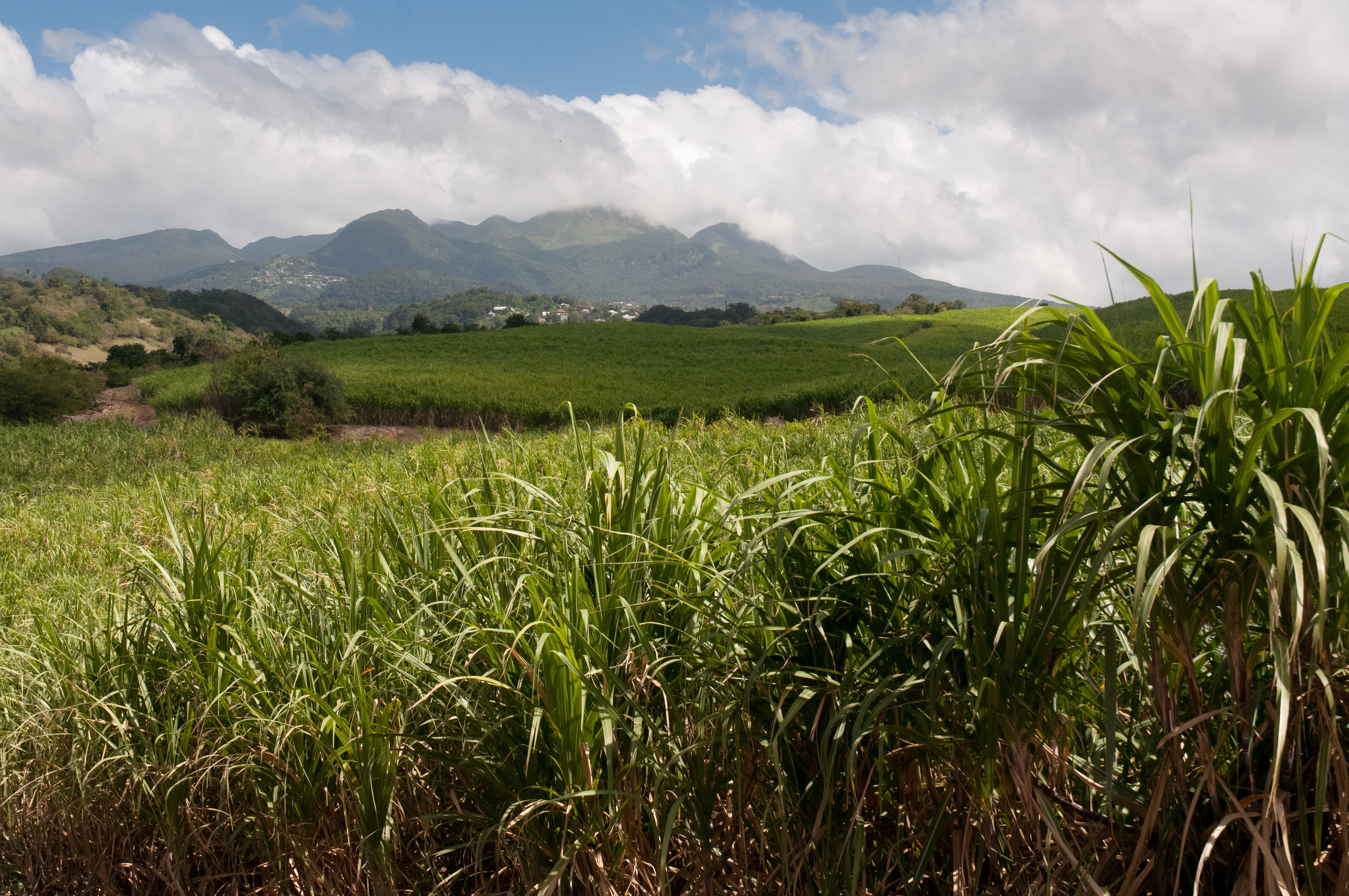
Champ de canne à sucre à Baillif.

La culture cannière représente la principale culture, par sa surface (environ 35 % de la surface utile de l'archipel) et les revenus générés, en Guadeloupe. Elle est pratiquée, en 2015, par 3 400 planteurs déclarés pour une surface autorisée de 13 150 ha répartis sur l'ensemble de l'archipel (contre 4 000 planteurs et 14 000 ha en 2009). En moyenne, ces surfaces permettent une production d'environ 680 000 tonnes de canne dans les meilleures années (mais seulement 500 000 tonnes en mauvaise année comme 2020) qui sont transformées en 60 000 tonnes de sucre et 80 000 hl d'alcool pur de rhum de Guadeloupe. La transformation de la canne en sucre se fait dans deux usines : celle de Gardel au Moule sur la Grande-Terre (85 % de la production) et celle de Grande-Anse à Marie-Galante (15 % de la production).
L'ensemble de la filière de la canne à sucre représente environ 10 000 emplois en Guadeloupe.

### Production de bananes

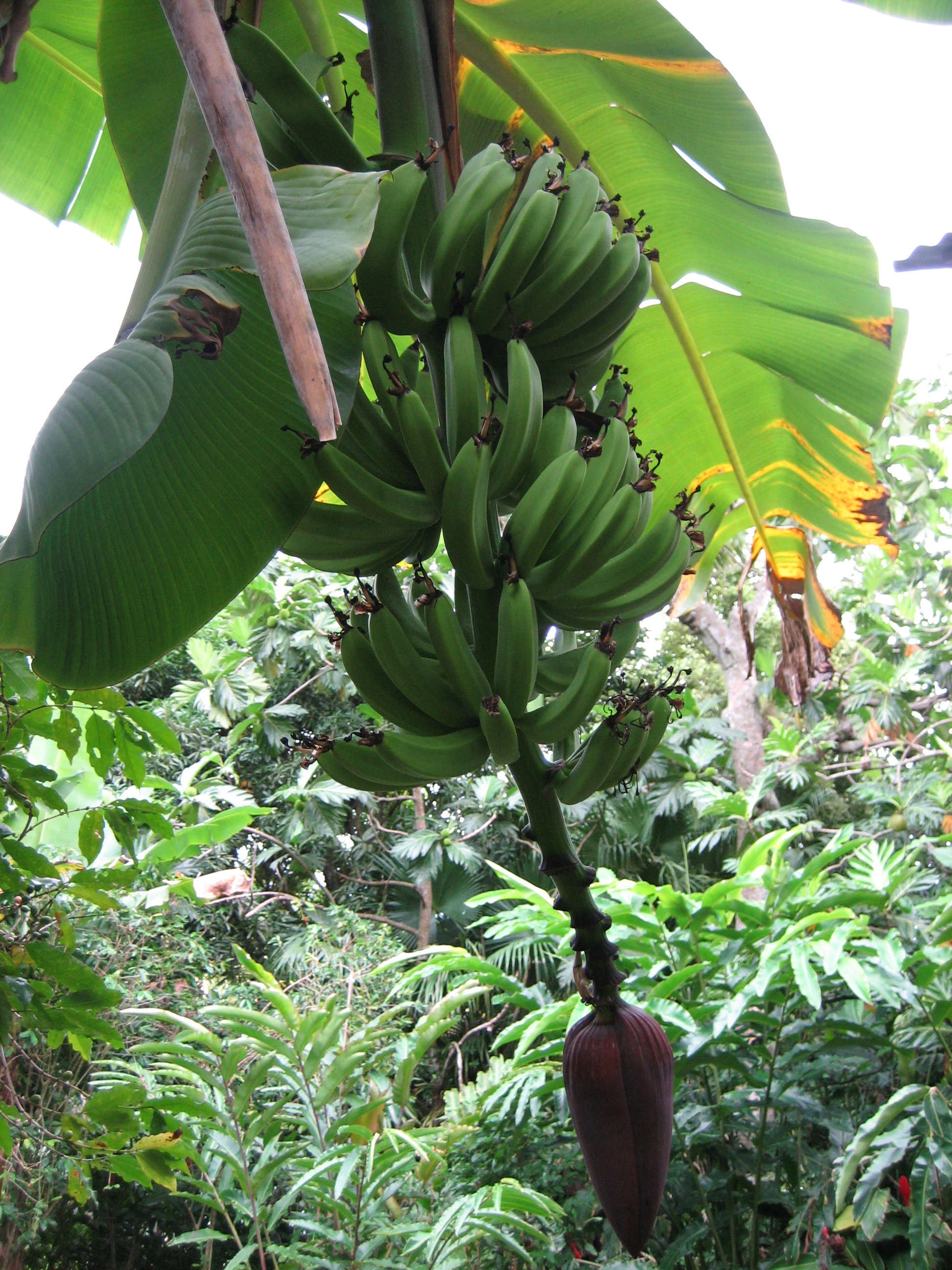
Régimes de banane en abondance sur Basse-Terre.

Les producteurs de bananes sont regroupés au sein de l'Union des Groupements des producteurs de bananes de Guadeloupe et de Martinique (UGPBAN). Les cultures bananières guadeloupéennes (principalement axées sur la variété 'Cavendish' cultivée dans les communes du sud Basse-Terre) représentent la troisième en termes de surfaces utiles (8 % de l'archipel après la canne et les prairies) s'étendant sur environ 2 400 ha en 2015. Elles sont menacées tout à la fois par la concurrence internationale aux coûts de production plus bas (en particulier de la part des multinationales nord-américaines), par les événements climatiques violents (le passage régulier d'ouragans, tel que l'ouragan Maria en 2017, ravageant les exploitations pour deux à trois ans), et par les maladies du bananier (en particulier la cercosporiose noire due à un champignon présent également en Guadeloupe).
Ainsi, les quotas de culture de bananes dans l'île sont fixés à environ 77 000 tonnes en 2020 (après un creux à environ 25 000 tonnes après le passage des cyclones Maria et Irma) avec une petite part croissante, environ 2 % de la production en 2020 de l'UGPBAN, en culture biologique grâce à la variété 'La Pointe d'or' développée par le CIRAD et mise sur le marché en mars 2020. Cependant cette dernière variété n'a pas rencontré le succès commercial espéré, entrainant une réduction des parcelles en culture, et un retour de la variété 'Cavendish' cultivée en bio par une douzaine de producteurs sur une surface d'environ 100 ha au total en 2021 (soit environ 5 % de la sole bananière).

### Autres cultures
Le développement de l'arboriculture fruitière repose principalement sur l'exploitation du café (15 tonnes produites en 2018 – alors qu'historiquement il s'agissait de la deuxième plus importante production agricole de l'île depuis son introduction sur la Basse-Terre vers 1720 par Gabriel de Clieu), du cacao et de la vanille pratiquée principalement dans les zones montagneuses de Basse-Terre, héritières des habitations historiques. Ces activités sont cependant des cultures de niches destinées à la consommation locale et aux échanges marchands touristiques.
Quant aux cultures fruitières et maraîchères, mis à part la culture du melon (largement exportatrice), elles ne parviennent pas à couvrir les besoins des 390 000 Guadeloupéens. Chaque année, l'île doit importer environ 10 000 tonnes de fruits et de légumes. Il faut noter un déclin progressif de l'activité agricole devant la très rude concurrence des pays d'Amérique latine et d'Afrique, et ce à cause du faible coût de leur main d'œuvre. Les cultures vivrières sont quasiment inexistantes. Le secteur agricole survit aujourd'hui grâce aux subventions venant de l'Europe et grâce à certaines politiques « protectionnistes françaises ».

## Secteur secondaire
Avec un tissu industriel fort réduit, l'essentiel de l'activité réside dans la transformation des produits agricoles (rhum de Guadeloupe, sucre, eaux Matouba ou Capès) et de produits d'importation (ciment, farine).
Dans les années 1880, la Guadeloupe possédait 22 usines.

## Secteur tertiaire
Ce secteur est divisé principalement en deux branches : le secteur public qui regroupe les fonctionnaires (près de 25 % des actifs) et le tourisme. Le tourisme en Guadeloupe est très fortement dopé par les politiques françaises (politique fiscale sur l'investissement outre-mer, déréglementation du trafic aérien). Toutefois, ce secteur est fortement mis à mal de nos jours par les très faibles coûts des autres destinations antillaises (Cuba, République dominicaine).

## Bilan
La Guadeloupe apparaît dans son environnement régional (la Caraïbe) comme un îlot de richesse, de par son taux d'alphabétisation, des prestations sociales et un système de santé équivalent à ceux des pays développés.

## Emploi en Guadeloupe
L'Agence régionale guadeloupéenne pour l'emploi (ARGE) est un organisme d'insertion qui a pour objet d'accompagner les demandeurs d'emplois vers l'emploi, mettre à la disposition des entreprises et des collectivités une banque de cv, aider les entreprises dans leur gestion et leur politique de recrutement, soutenir les politiques d'emploi des collectivités locales et leur fournir une assistance technique en vue de résorber le chômage en Guadeloupe.
Les résultats du recensement de la population 1999 sont provisoires (octobre 1999). Les unités urbaines sont constituées selon la délimitation réalisée à l'occasion du recensement de la population 1990.